# PCNX
PCNX‏ (Pecanex homolog 1) هوَ بروتين يُشَفر بواسطة جين PCNX في الإنسان.